# Col de l'Ouillon
Pour les articles homonymes, voir Ouillon (homonymie).
Le col de l'Ouillon est un col de France situé dans les Alpes grées, en Savoie, entre le pic de l'Ouillon (2 695 m) au sud-ouest et la pointe des Ouillons (3 110 m) dans la montagne de la Seigne au nord-est, au-dessus de la Ville des Glaciers (1 789 m) dans la vallée des Glaciers au nord-ouest. Il est accessible par un sentier de randonnée depuis le refuge des Mottets dans la vallée des Glaciers au nord ou Bonneval les Bains (1 063 m) au sud dans la vallée des Chapieux.
De l'autre côté du pic de l'Ouillon se trouve le col du Faux Ouillon à 2 780 mètres d'altitude.

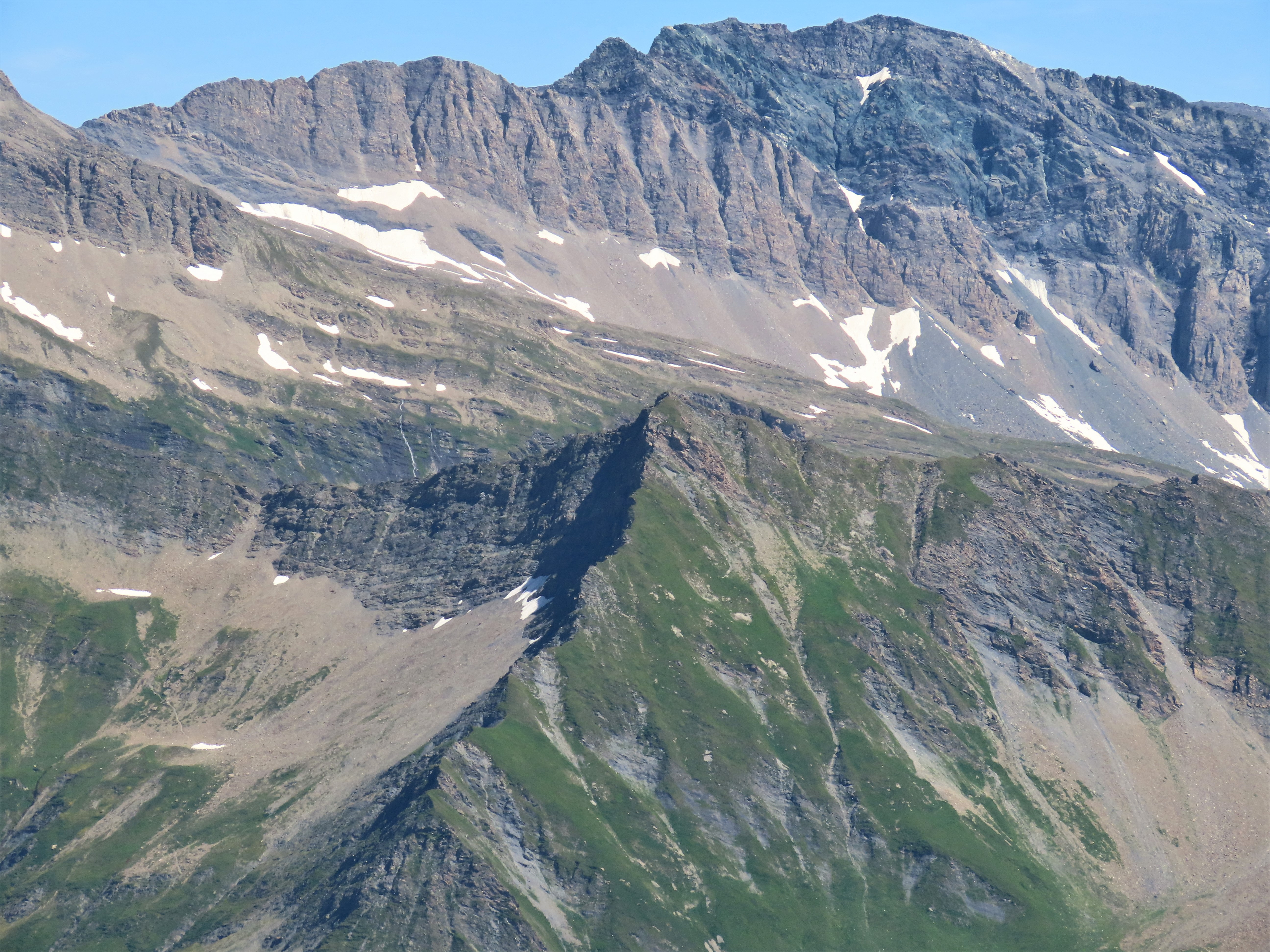
Le pic de l'Ouillon avec à gauche le col de l'Ouillon, dominés par le mont Miravidi en arrière-plan.